# Béchy
Béchy (Duits: Bechingen in Lothringen) is een gemeente in het Franse departement Moselle in de regio Grand Est.

## Geschiedenis
De gemeente maakte deel uit van het arrondissement Metz-Campagne totdat dit op 1 januari 2015 fuseerde met het arrondissement Metz-Ville tot het huidige arrondissement Metz. Toen op 22 maart 2015 het kanton Pange werd opgeheven werd de gemeente opgenomen in het kanton Faulquemont.

## Geografie
De oppervlakte van Béchy bedraagt 9,5 km², de bevolkingsdichtheid is 54,4 inwoners per km².
De onderstaande kaart toont de ligging van Béchy met de belangrijkste infrastructuur en aangrenzende gemeenten.

## Demografie
Onderstaande figuur toont het verloop van het inwonertal (bron: INSEE-tellingen).